# Blinkende lygter
Blinkende lygter (Engels: Flickering Lights) is een Deense speelfilm uit 2000 van Anders Thomas Jensen (regie en scenario), met in de hoofdrollen Søren Pilmark, Ulrich Thomsen, Mads Mikkelsen en Nikolaj Lie Kaas. De film kreeg bij de Robert-filmprijzen 2001 de Publieksprijs en een Robert voor de beste cinematografie (Eric Kress). 

## Verhaal
Vier onhandige criminele vrienden, Torkild, Peter, Stefan en Arne uit Kopenhagen krijgen van Dagur, een maffiabaas uit de Faeröer, de opdracht om 4 miljoen kronen te stelen. In plaats van het geld af te geven, zijn ze van plan om met de buit naar Barcelona te vluchten. Verder dan de bossen bij Fredericia in Jutland komen ze niet. Ze komen terecht in een oud vervallen restaurant. Ze ontmoeten zonderlingen als de schietgrage jager Alfred en de alcoholische arts Carl, die de gewond geraakte Peter oplapt. Torkild, die na een heftig leven in de misdaad op zoek is naar rust en 'hygge', besluit het restaurant te kopen en op te knappen tot een gezellig familierestaurant, dat de naam Blinkende Lygter (Flitsende lichten) krijgt, ontleend aan een dichtregel van Tove Ditlevsen uit 1947:
"In de lange en donkere nacht van de kindertijd / branden kleine flitsende lichten / als sporen, achtergelaten door de herinnering, / terwijl het hart bevriest en wegvlucht".
De drie anderen hebben geen zin in het restaurant-plan en willen nog steeds naar Barcelona, maar ze zijn gedwongen met Torkild mee te doen omdat het geld op is. Door de hoofden van de vier vrienden spoken in de vorm van flashbacks ("flitsende lichten") ook herinneringen aan hun jeugd en hun strenge en bekrompen ouders. De schuilplaats blijkt niet zo ideaal te zijn als diverse ongenode gasten verschijnen, onder wie Stefans vriendin Hanne die komt vertellen dat ze zwanger is. Uiteindelijk verschijnt ook Dagur met zijn handlangers om de 4 miljoen kronen op te eisen. 
In de film wordt diverse malen verwezen naar Matador, een iconische Deense televisieserie uit 1978-1982, waarmee Torkild zijn vrienden wil laten kennismaken om hun culturele bagage op te krikken. Twee hoofdrolspelers uit Matador, Helle Virkner en Bent Mejding, hebben een cameo in de film.

## Rolverdeling
| Acteur              | Personage                   |
| ------------------- | --------------------------- |
| Søren Pilmark       | Torkild                     |
| Ulrich Thomsen      | Peter                       |
| Mads Mikkelsen      | Arne                        |
| Nikolaj Lie Kaas    | Stefan                      |
| Ole Thestrup        | Alfred (de jager)           |
| Iben Hjejle         | Therese (Torkilds ex)       |
| Thomas Bo Larsen    | Jens                        |
| Tomas Villum Jensen | Tom                         |
| Laura Drasbæk       | Susanne                     |
| Sofie Gråbøl        | Hanne (Stefans vriendin)    |
| Frits Helmuth       | Carl (de dokter)            |
| Peter Andersson     | Dagur ('Færingen')          |
| Niels Anders Thorn  | William                     |
| Henning Jensen      | Peters vader                |
| Solbjørg Højfeldt   | Peters moeder               |
| Bent Mejding        | Farfar (Stefans grootvader) |
| Helle Virkner       | Tante Beate                 |